# Ernst Barthold von Schrader
Ernst Barthold von Schrader auch Ernst Berthold von Schrader (*  17. September 1800 in Aurich; † 4. Mai 1872 in Rondeshagen) war ein deutscher Gutsbesitzer und Parlamentarier.

## Leben

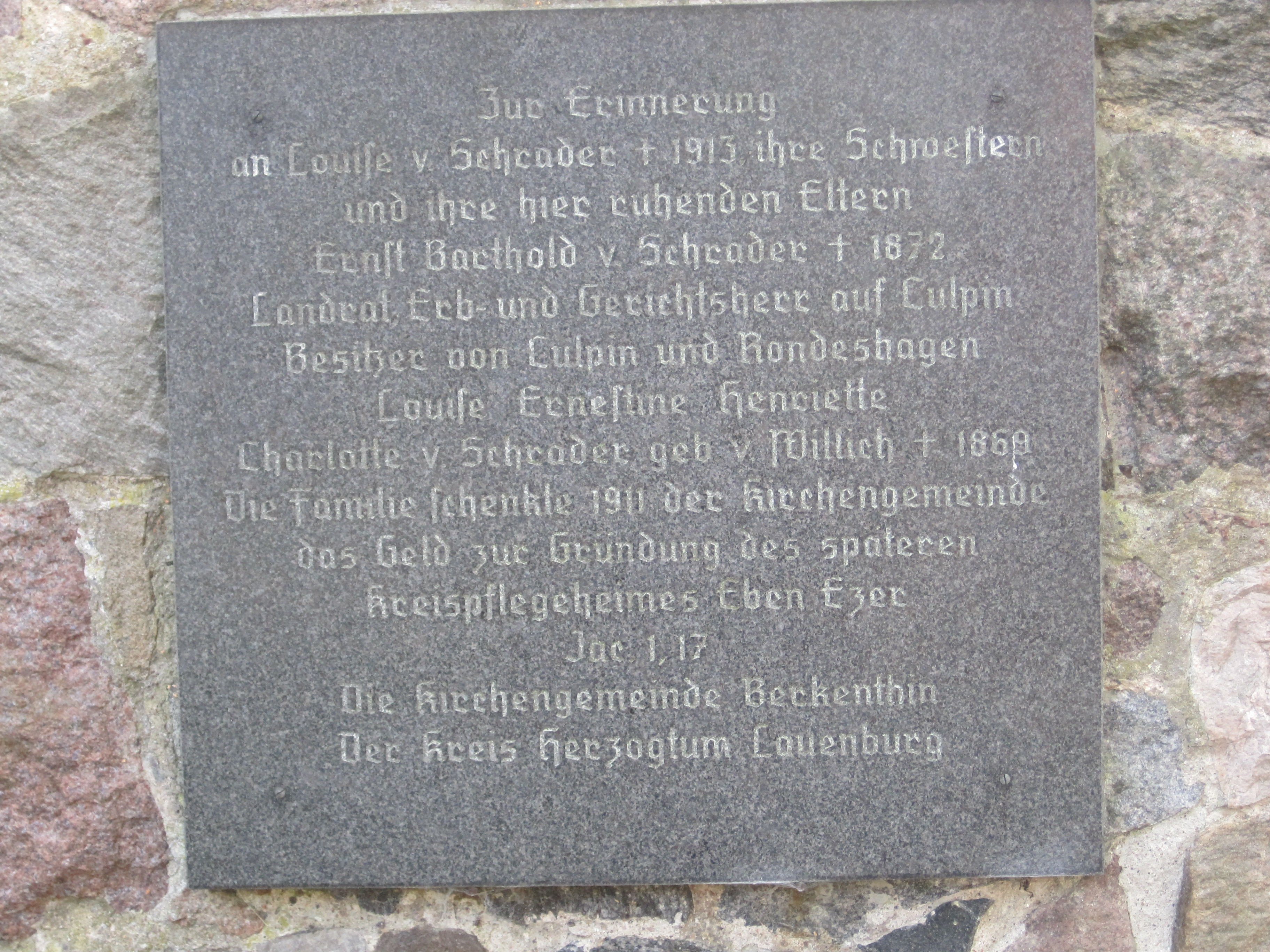
Erinnerungstafel an die Familie von Schrader auf dem Kirchhof von Berkenthin

Schrader war ein Sohn des hannoverschen Drosten, Oberhauptsmanns in Ebstorf und Gutsbesitzers auf Kulpin Carl Ernst Adolph Burchard von Schrader (1770–1833). Er erbte Kulpin und erwarb 1832 zusätzlich Rondeshagen im Lauenburgischen. 1839 wurde er zum Landrat bestellt und war 1848/1849 ritterschaftliches Mitglied der Landesversammlung des Herzogtums Lauenburg. 
Gemeinsam mit seiner Ehefrau Luise Ernestine, geb. von Willich, wurde er auf dem Kirchhof der Maria-Magdalenen-Kirche in Berkenthin bestattet.